# Municipio de Montgomery (condado de Ashland)
El municipio de Montgomery (en inglés: Montgomery Township) es un municipio ubicado en el condado de Ashland en el estado estadounidense de Ohio. En el año 2010 tenía una población de 2700 habitantes y una densidad poblacional de 37,64 personas por km².

## Geografía
El municipio de Montgomery se encuentra ubicado en las coordenadas 40°53′5″N 82°15′33″O / 40.88472, -82.25917. Según la Oficina del Censo de los Estados Unidos, el municipio tiene una superficie total de 71.73 km², de la cual 71.32 km² corresponden a tierra firme y (0.57%) 0.41 km² es agua.

## Demografía
Según el censo de 2010, había 2700 personas residiendo en el municipio de Montgomery. La densidad de población era de 37,64 hab./km². De los 2700 habitantes, el municipio de Montgomery estaba compuesto por el 98.48% blancos, el 0.59% eran afroamericanos, el 0.04% eran amerindios, el 0.37% eran asiáticos, el 0.04% eran isleños del Pacífico, el 0.11% eran de otras razas y el 0.37% pertenecían a dos o más razas. Del total de la población el 0.63% eran hispanos o latinos de cualquier raza.